# Maciej Buśko
Maciej Buśko – polski agronom, rolnik, ogrodnik, doktor habilitowany nauk rolniczych, adiunkt na Uniwersytecie Przyrodniczym w Poznaniu.

## Kariera naukowa
W 1999 roku na Uniwersytecie im. Adama Mickiewicza w Poznaniu uzyskał tytuł magistra inżyniera. W tym samym roku został zatrudniony na Uniwersytecie Przyrodniczym w Poznaniu, gdzie w 2005 roku na jego Wydziale Rolnictwa i Bioinżynierii uzyskał stopień doktora nauk rolniczych w zakresie agronomii na podstawie rozprawy pt. Badanie zawartości metabolitów grzybowych w ziarnie pszenicy i pszenżyta po inokulacji kłosów Fusarium culmorum (W. G. Sm.) Sacc., której promotorem był Juliusz Perkowski. W 2019 roku ten sam wydział nadał mu stopień doktora habilitowanego nauk rolniczych w dyscyplinie rolnictwa i ogrodnictwa na podstawie pracy pt. Metabolity grzybów mikroskopowych jako chemiczne markery biosyntezy trichotecenów w ziarnie zbóż.